# Skorenovac
Skorenovac (en serbe cyrillique : Скореновац ; en hongrois : Székelykeve ; en allemand : Skorenowatz) est un village de Serbie situé dans la province autonome de Voïvodine. Il fait partie de la municipalité de Kovin dans le district du Banat méridional. Au recensement de 2011, il comptait 2 365 habitants.

## Géographie
Skorenovac est situé à 6 km de Kovin, 17 km de Smederevo, 30 km de Pančevo et 46 km de Belgrade.

## Histoire
Entre 1869 et 1886, il existait un village nommé Gyurgyova-Rádayfalva (Đurđevo) situé entre Banatski Brestovac et le Danube. En 1869, la population de Gyurgyova s'élevait à 396 habitants. Ces premiers arrivants étaient, pour l'essentiel, des Hongrois (Palóc) ; ils venaient de Banatsko Novo Selo (en hongrois : Újfalu), de Jermenovci (en hongrois : Ürményháza), de Sándorfalva, du comitat de Szeged et de Banatski Dušanovac (en hongrois : Szőlősudvarnok et en allemand Rogendorf). En 1883, ils furent rejoints par des Székelys, en tout 645 familles, soit près de 2 000 personnes.
En 1886, la population du village s'installa à l'emplacement de l'actuel Skorenovac, ainsi qu'à Ivanovo. Ce déplacement était dû aux inondations provoquées par le Danube.
Le village de Skorenovac, qui, sous le règne de l'empereur d'Autriche François-Joseph Ier, portait le nom de Székelykeve, faisait partie du comitat de Torontál, au sein du Royaume de Hongrie. En 1912, il fut rattaché au comitat de Temes. En 1888, le village comptait 506 foyers et, en 1910, 685. En majorité, Skorenovac était habité par des Hongrois Székely qui venaient de Bucovine et par des Allemands venus de Plandište et de Pločica, des Bulgares du Banat historique, venus de Dudeștii Vechi (en hongrois : Óbesenyő ; en allemand :  Altbeschenowa ; en bulgare Stár Bišnov) s'installèrent également dans le village.

## Démographie

### Évolution historique de la population
| Année      | 1869  | 1875  | 1880  | 1900  | 1910  | 1915  | 1921  | 1931  | 1936  |
| ---------- | ----- | ----- | ----- | ----- | ----- | ----- | ----- | ----- | ----- |
| Population | 396   | inc.  | 298   | 3 399 | 4 541 | 4 486 | 4 195 | 4 099 | 4 366 |
| Foyers     | inc.  | 265   | inc.  | 664   | 853   | inc.  | 847   | 927   | inc.  |
| Année      | 1939  | 1942  | 1948  | 1953  | 1961  | 1971  | 1981  | 1991  | 2002  |
| Population | 4 271 | 4 464 | 4 465 | 4 403 | 4 306 | 4 021 | 3 731 | 3 213 | 2 501 |
| Foyers     | inc.  | 1 020 | 1 069 | 1 105 | 1 143 | 1 119 | 1 328 | 1 086 | N.D.  |

### Répartition de la population par nationalités (1910-2002)
| 1910 | 4 541 | Hongrois | 73,31 % | Allemands | 11,94 % | Bulgares    | 9,69 % | Slovaques   | 2,53 % | Serbes    | 1,26 % |
| 1921 | 4 195 | Hongrois | 81,83 % | Bulgares  | 10,27 % | Allemands   | 7,34 % | Serbes      | 0,36 % | Slovaques | 0,05 % |
| 1948 | 4 465 | Hongrois | 84,46 % | Bulgares  | 11,22 % | Serbes      | 3,18 % | Allemands   | 0,70 % | Slovaques | 0,05 % |
| 1991 | 3 213 | Hongrois | 80,36 % | Serbes    | 9,40 %  | Yougoslaves | 3,36 % | Bulgares    | 2,53 % | Allemands | 0,15 % |
| 2002 | 2 501 | Hongrois | 86,71 % | Serbes    | 5,47 %  | Bulgares    | 2,99 % | Yougoslaves | 1,04 % | Allemands | 0,07 % |

## Galeries

### Skorenovac et ses alentours

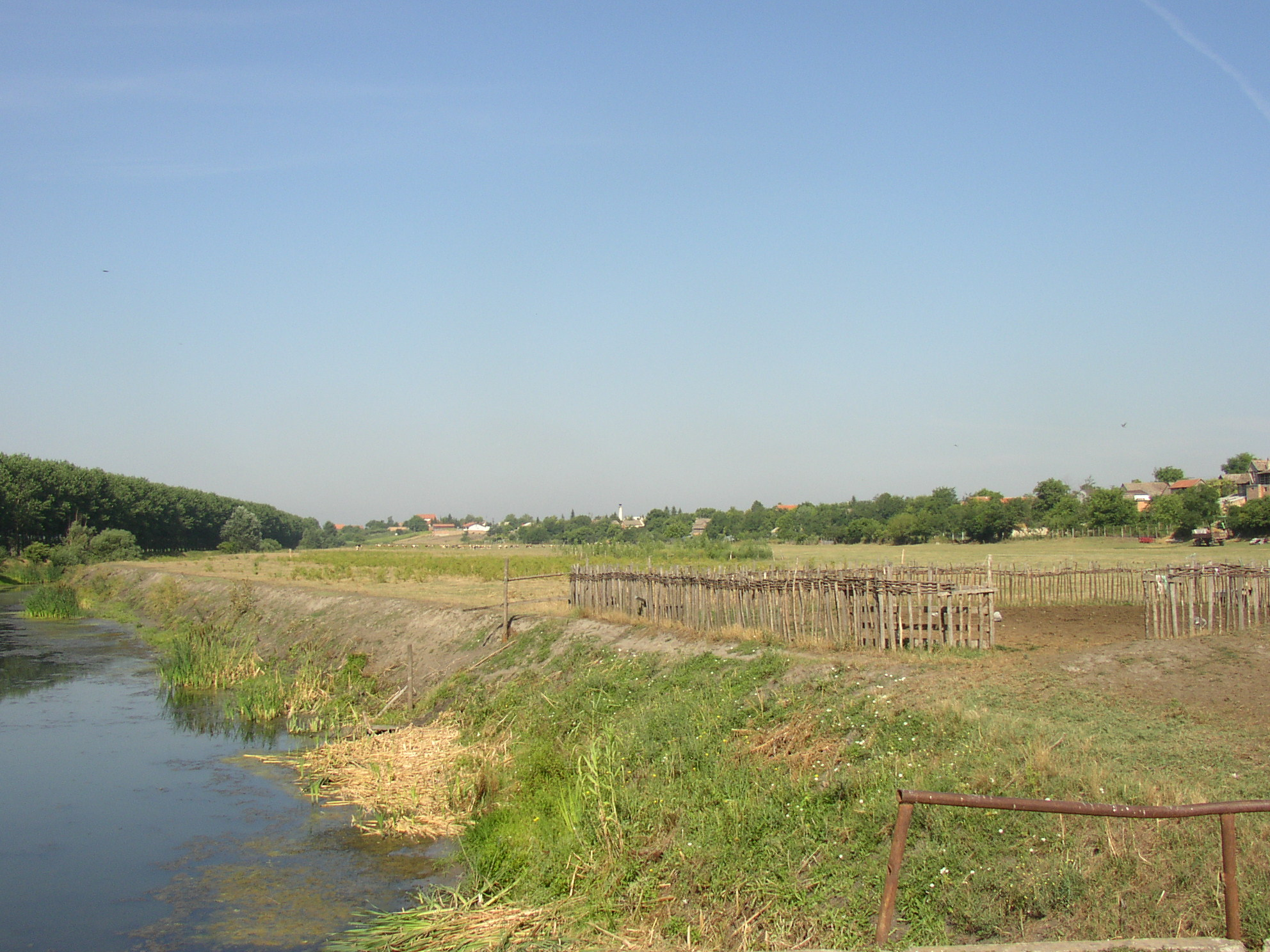
Skorenovac
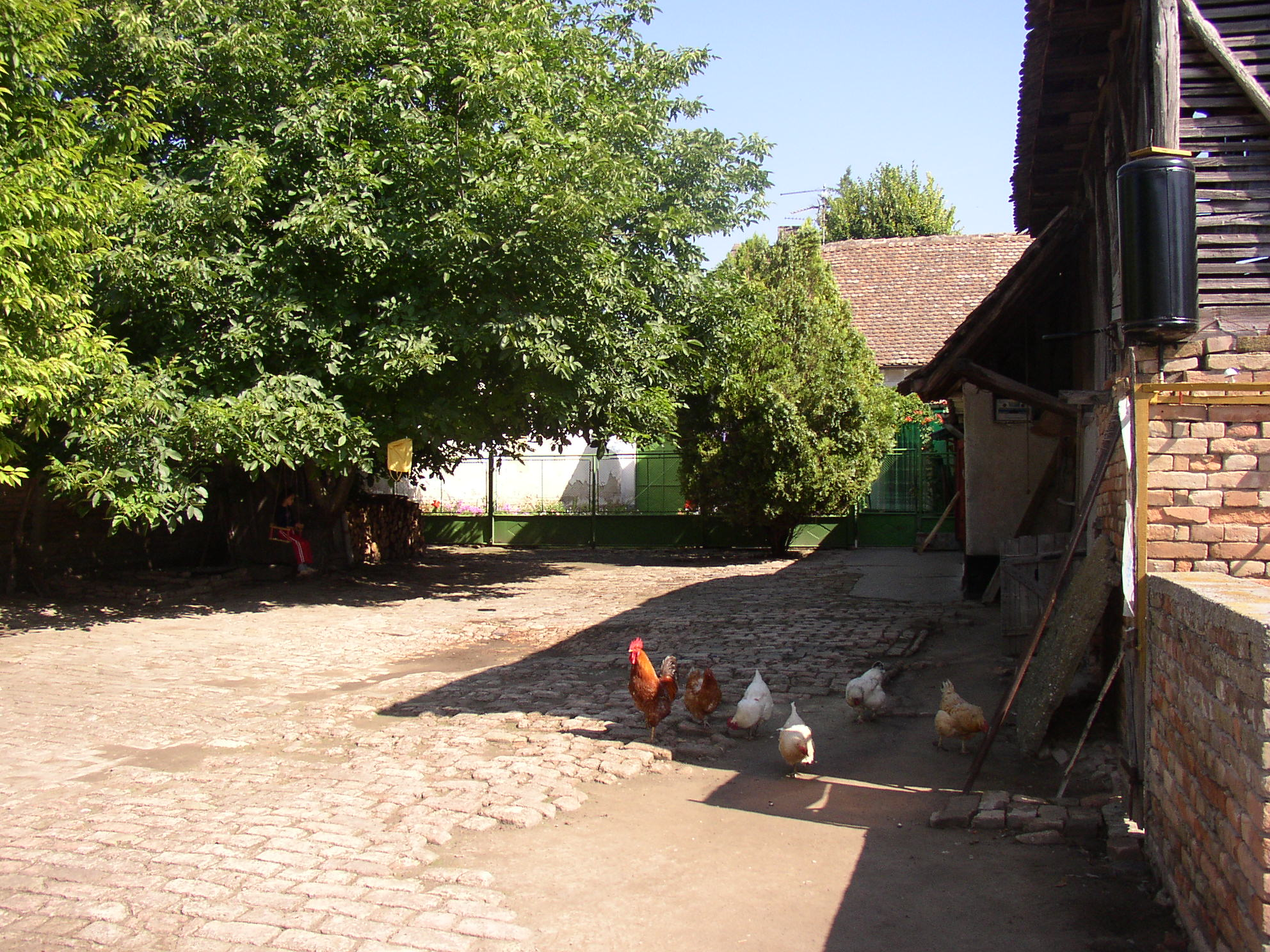
Skorenovac
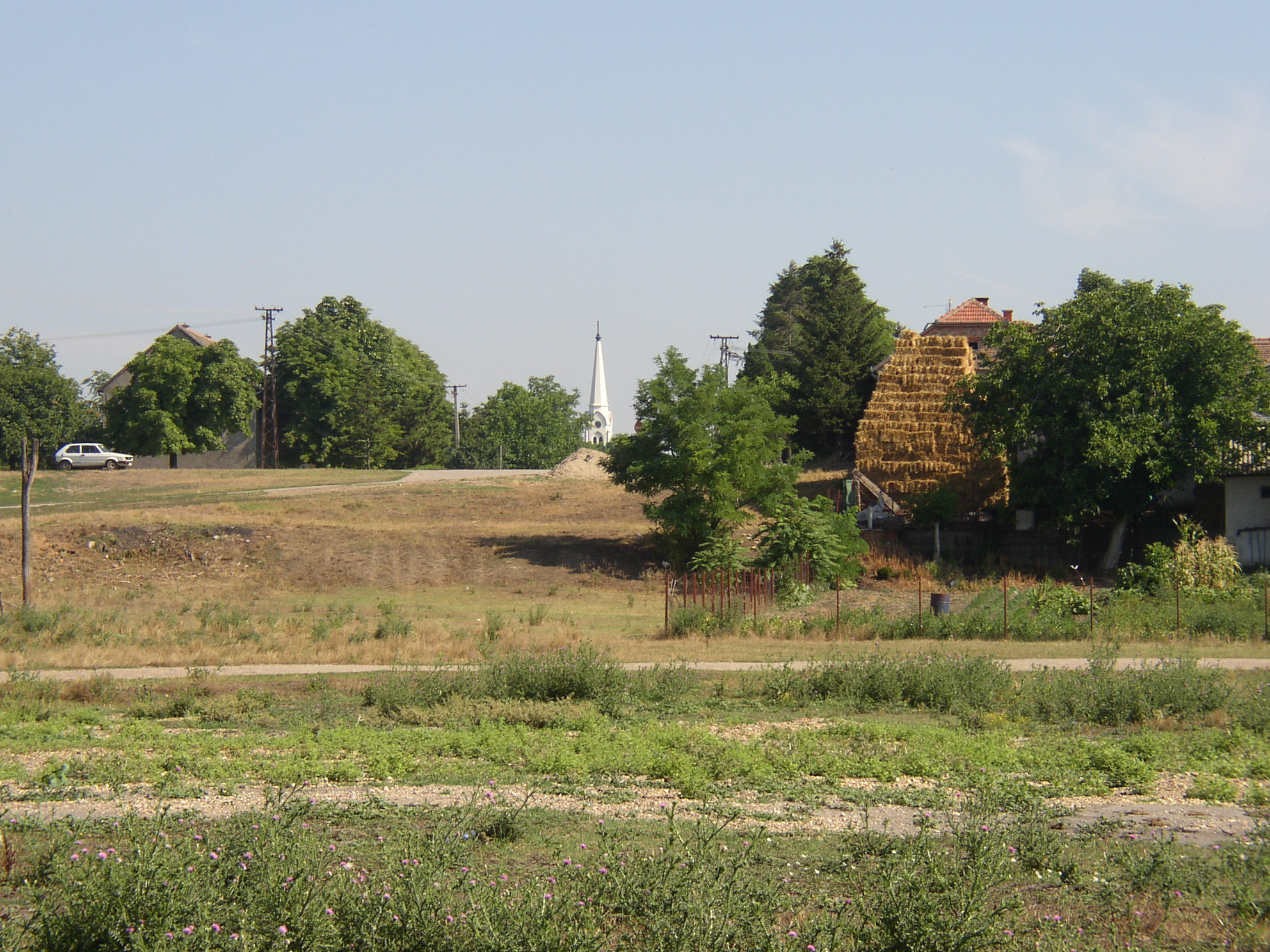
Skorenovac
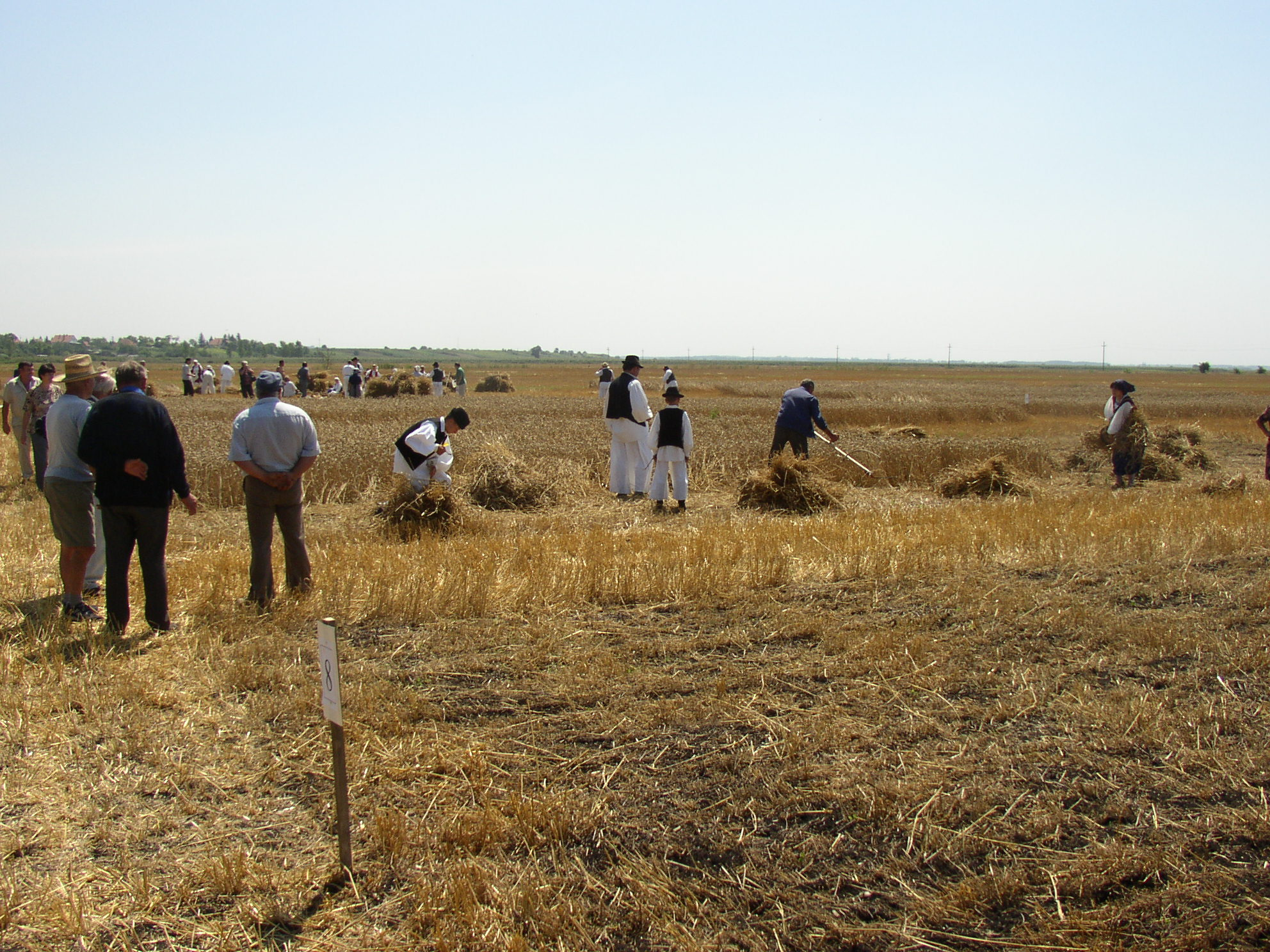
La moisson à Skorenovac
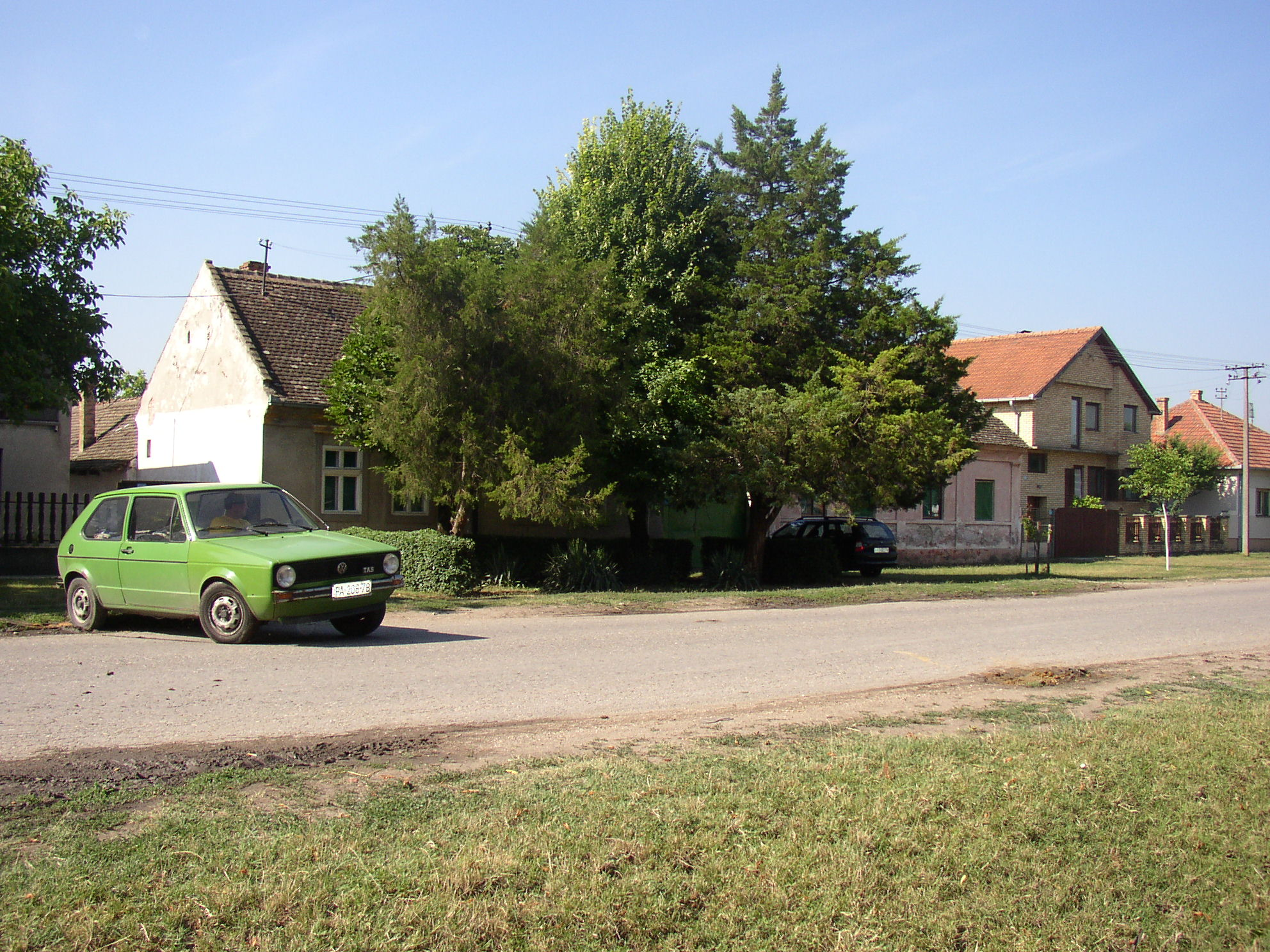
Détail de la rue principale de Skorenovac
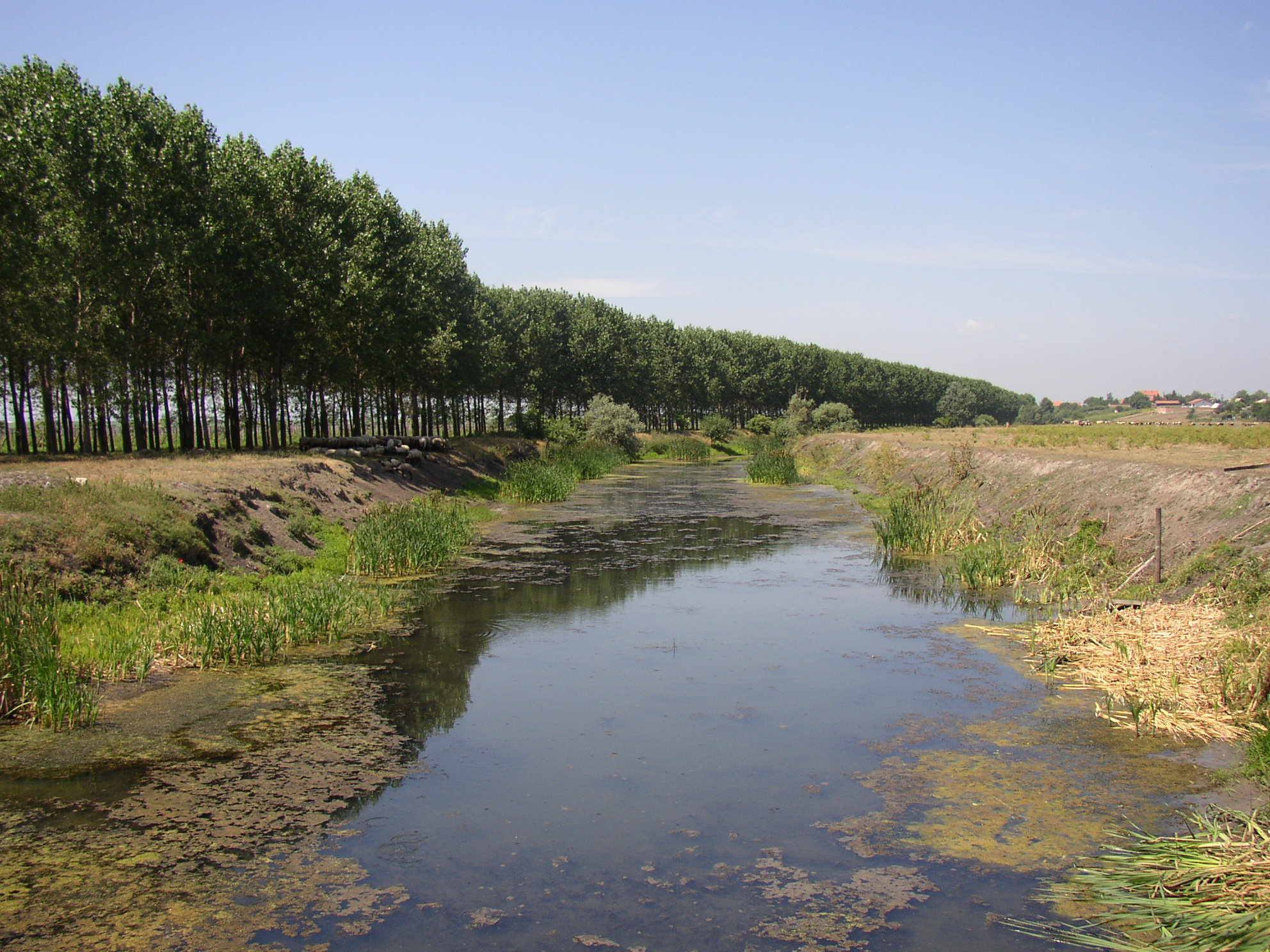
Le canal Danube-Tisa-Danube près de Skorenovac
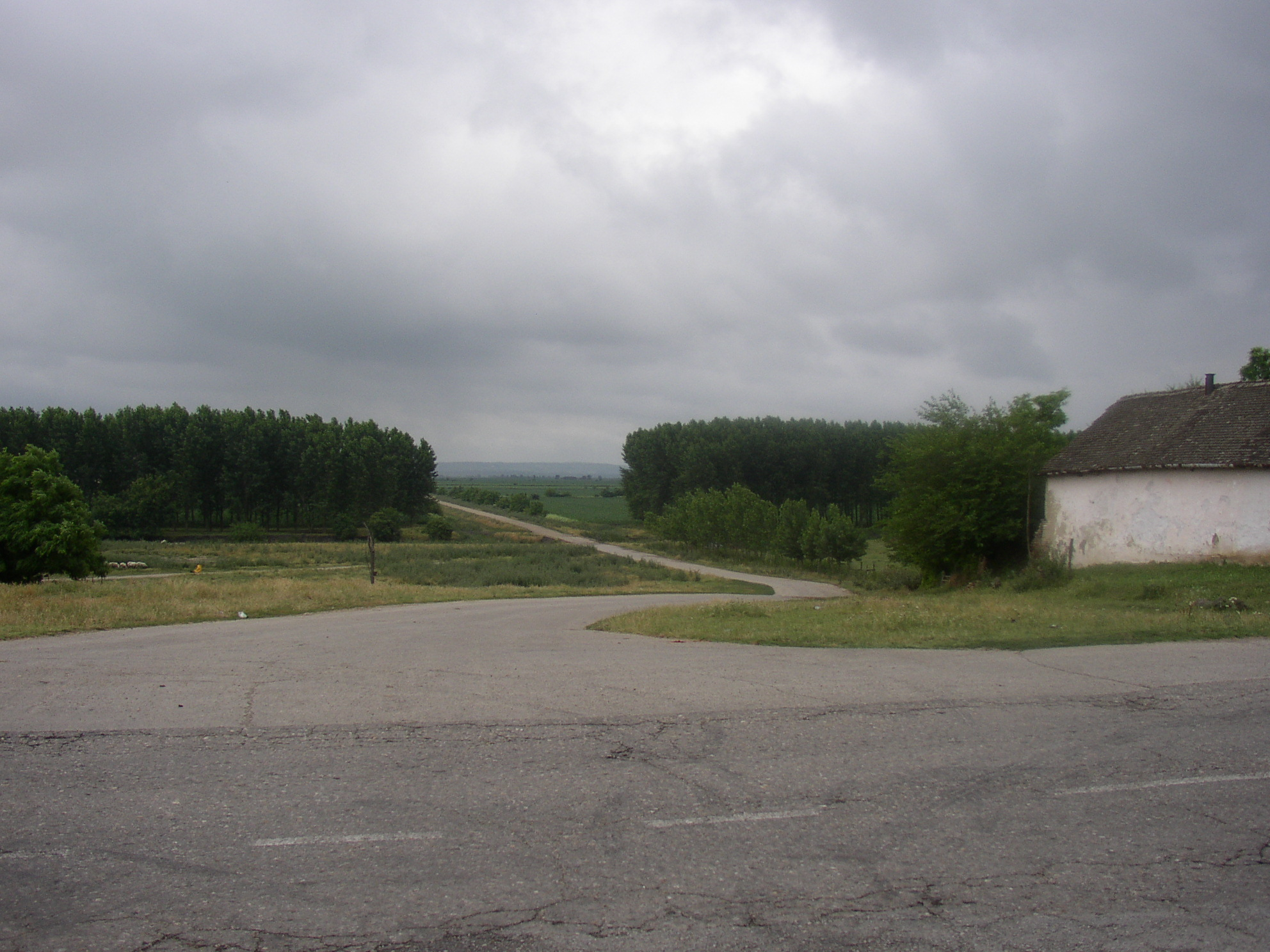
Temps d'orage sur Skorenovac
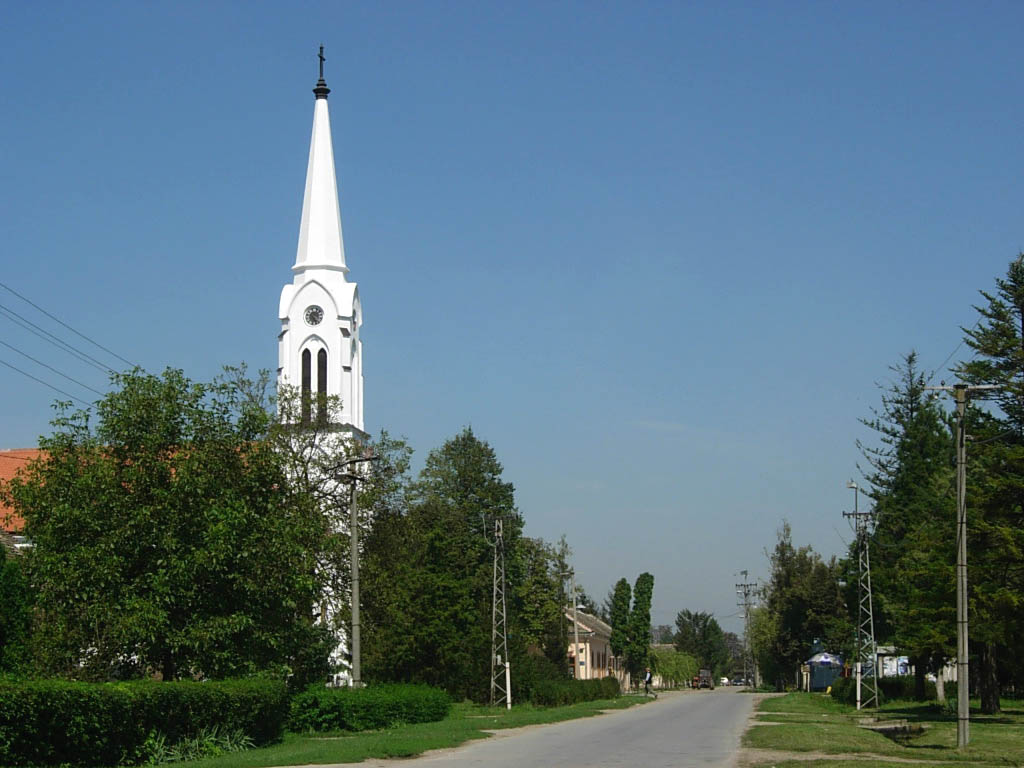
L'église catholique du roi Saint-Étienne à Skorenovac

### Traditions populaires à Skorenovac

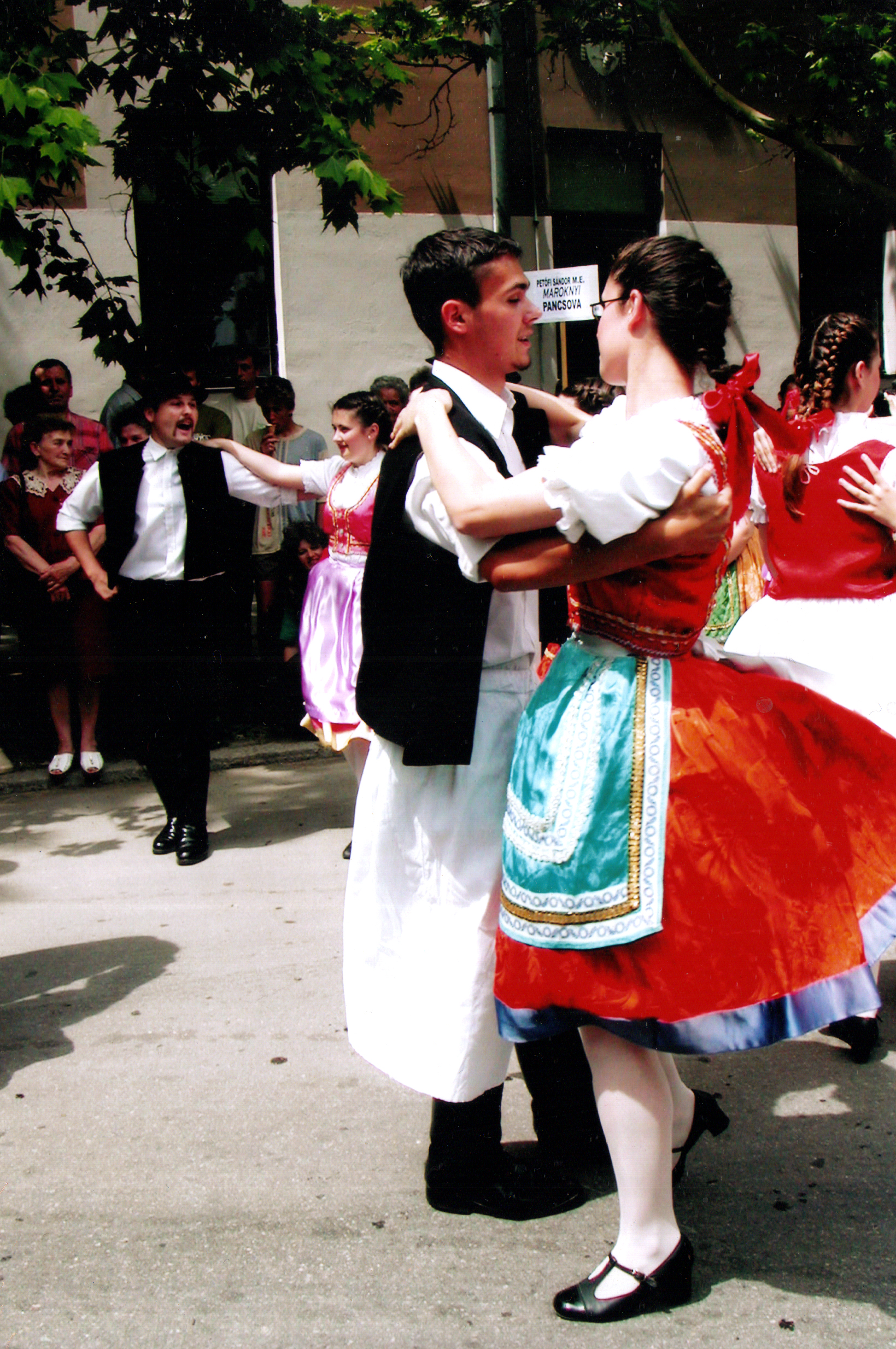
Csárdás
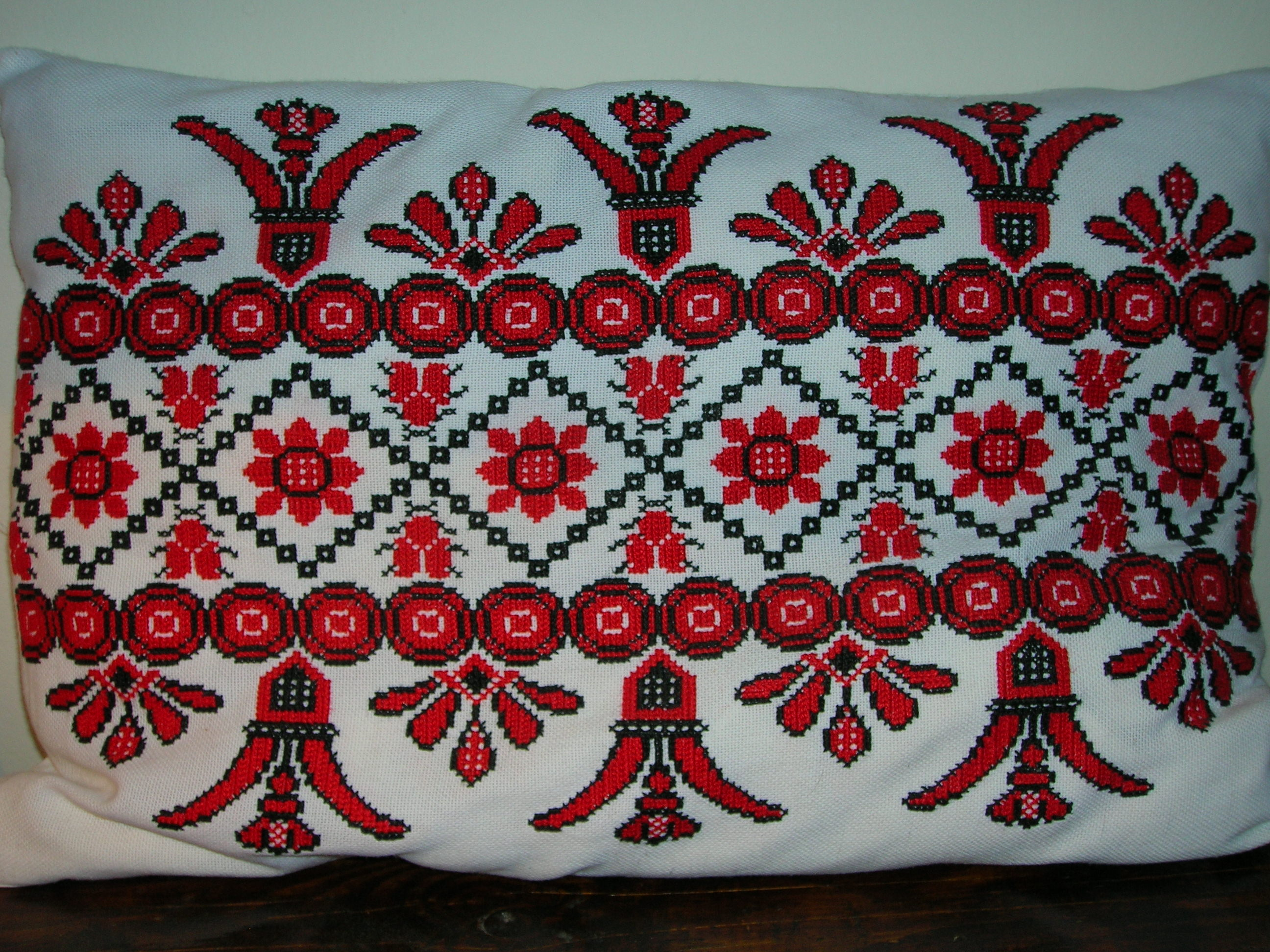
Oreiller
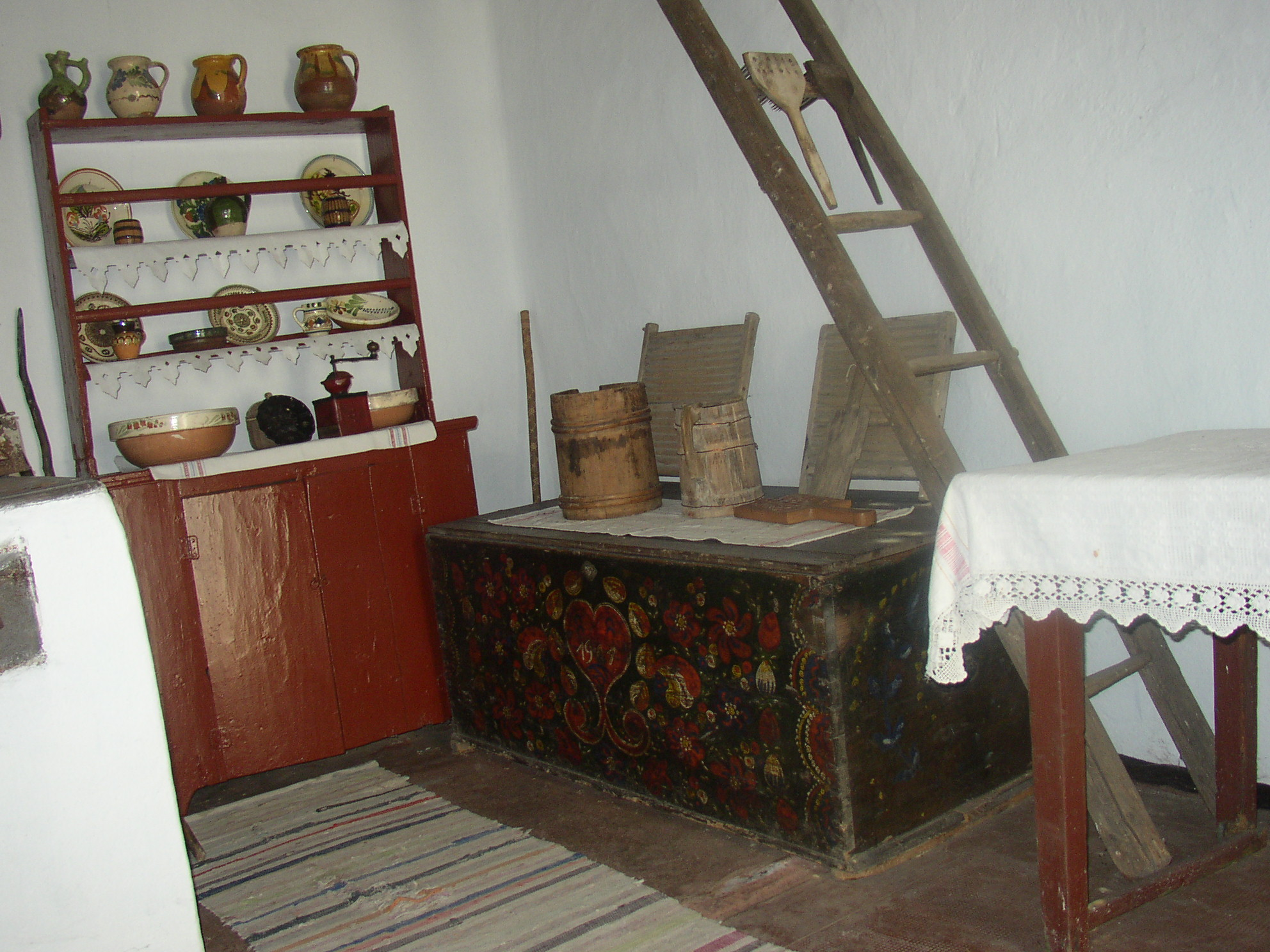
Cuisine
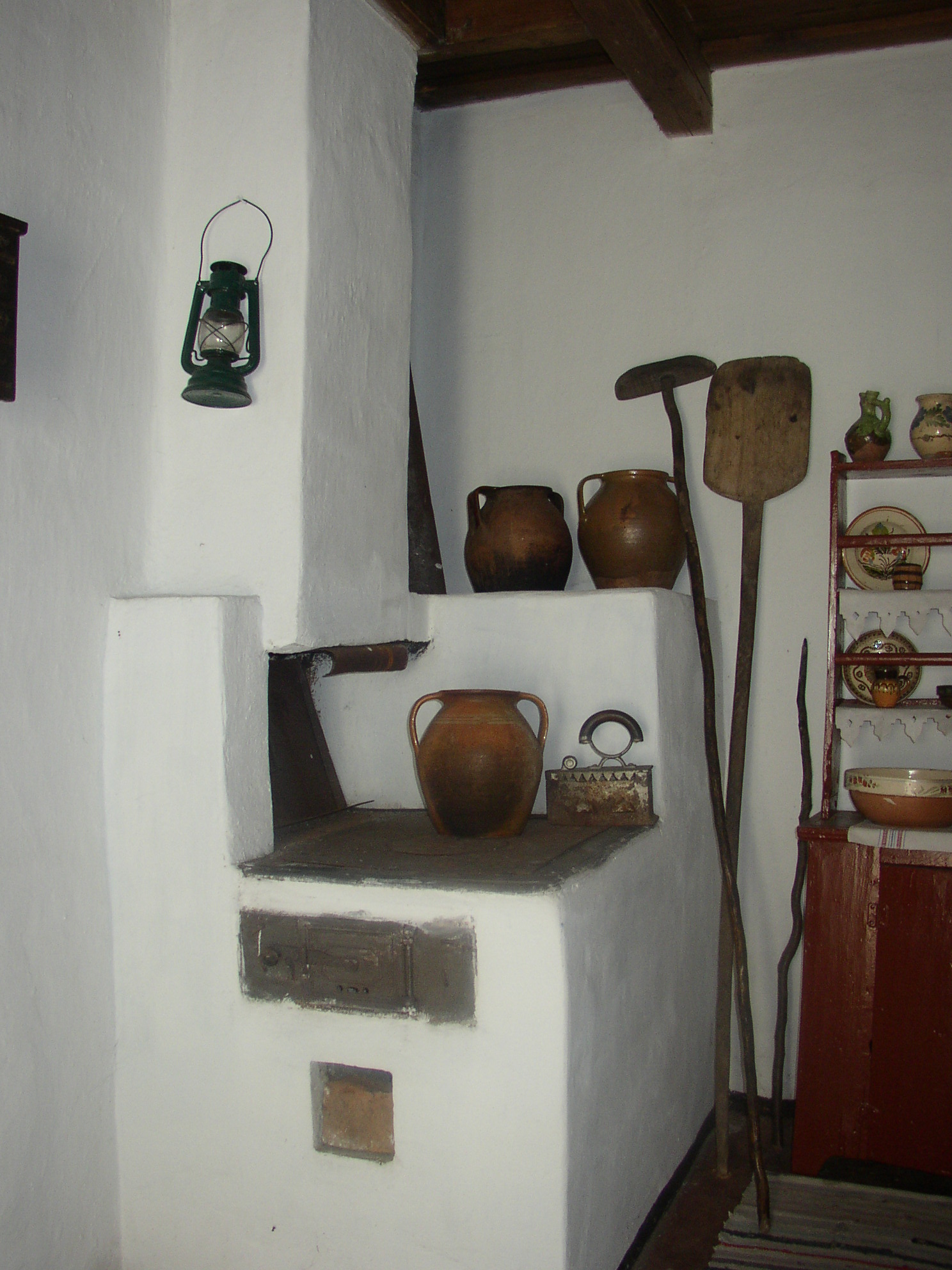
Cuisine
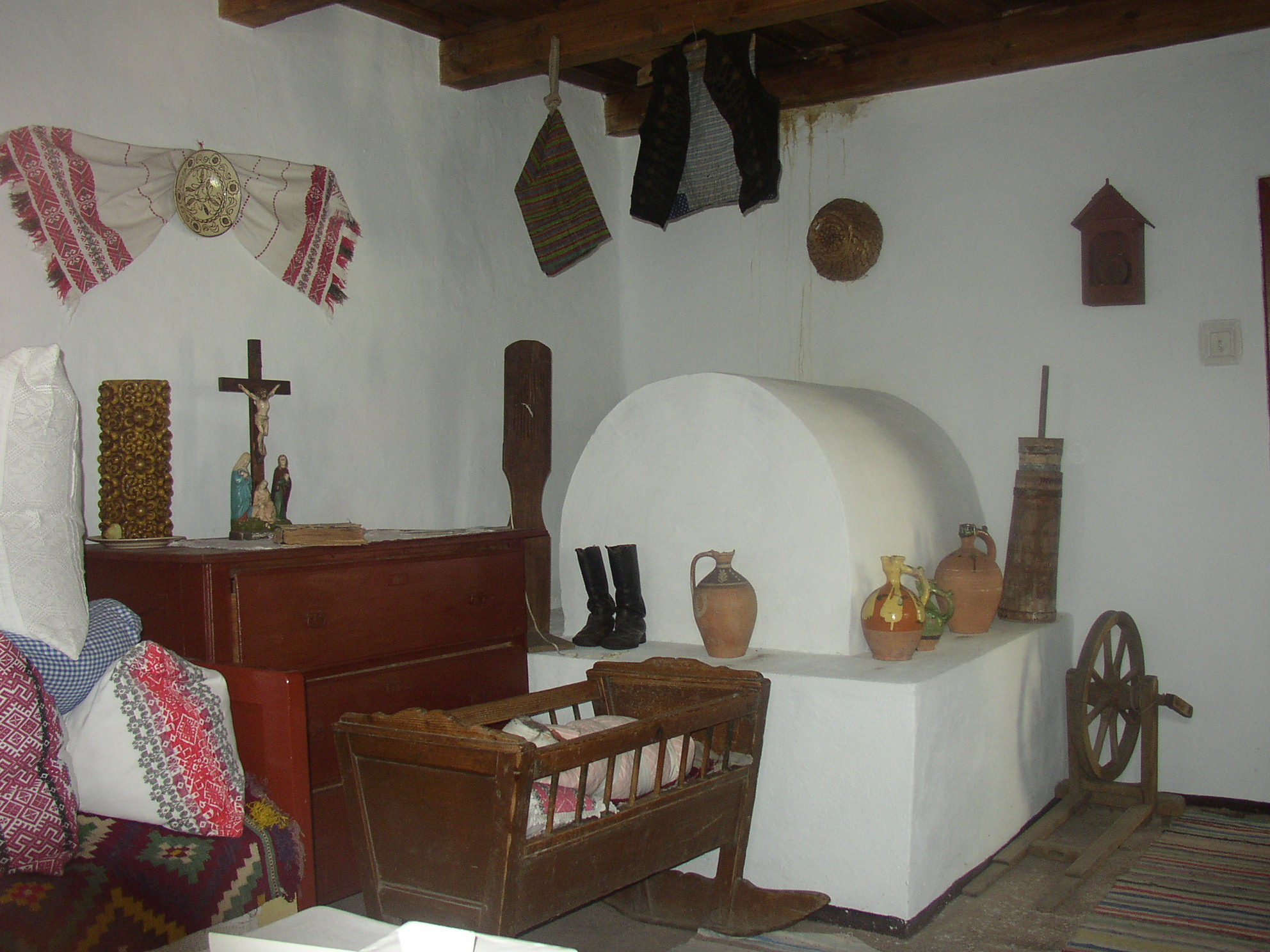
Salon
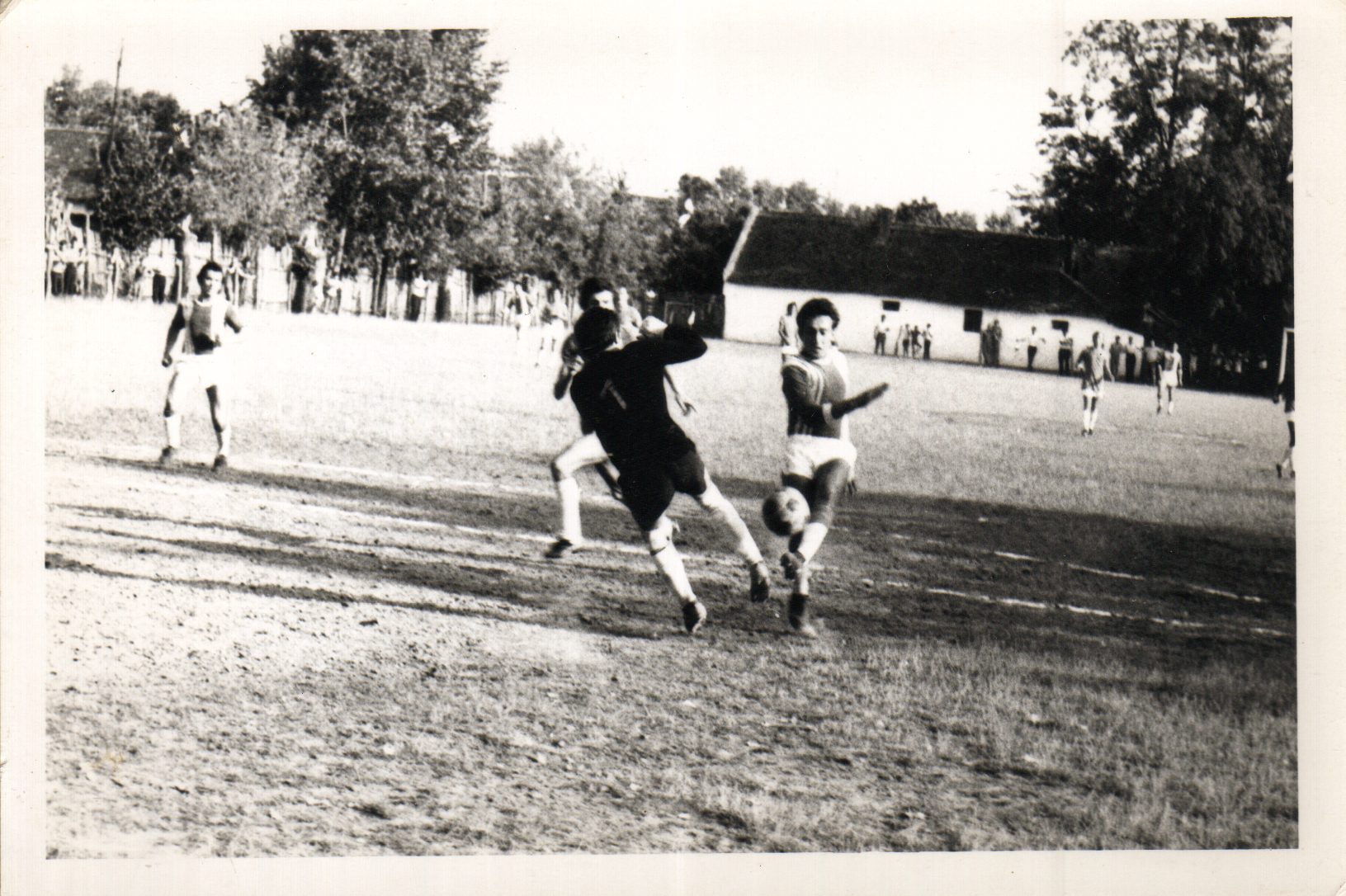
Une partie de football dans les années 1970